# العلاقات التشادية التونسية
العلاقات التشادية التونسية هي العلاقات الثنائية التي تجمع بين تشاد وتونس.

## مقارنة بين البلدين
هذه مقارنة عامة ومرجعية للدولتين:
| وجه المقارنة                                              | تشاد                      | تونس                                       |
| --------------------------------------------------------- | ------------------------- | ------------------------------------------ |
| المساحة (كم2)                                             | 1.28 مليون                | 163.61 ألف                                 |
| عدد السكان (نسمة)                                         | 15.23 مليون               | 11.53 مليون                                |
| الكثافة السكانية (ن./كم²)                                 | 11.9                      | 70.47                                      |
| العاصمة                                                   | انجمينا                   | تونس                                       |
| اللغة الرسمية                                             | لغة فرنسية، اللغة العربية | اللغة العربية                              |
| العملة                                                    | فرنك وسط أفريقي           | دينار تونسي                                |
| الناتج المحلي الإجمالي (بليون دولار)                      | 9.98 مليار                | 40.26 مليار                                |
| الناتج المحلي الإجمالي (تعادل القوة الشرائية) بليون دولار | 30.54 مليار               | 129.05 مليار                               |
| الناتج المحلي الإجمالي الاسمي للفرد دولار أمريكي          | 775                       | 3.87 ألف                                   |
| الناتج المحلي الإجمالي للفرد دولار أمريكي                 | 2.18 ألف                  | 11.44 ألف                                  |
| مؤشر التنمية البشرية                                      | 0.392                     | 0.721                                      |
| رمز المكالمات الدولي                                      | +235                      | +216                                       |
| رمز الإنترنت                                              | .td                       | .tn                                        |
| المنطقة الزمنية                                           | ت ع م+01:00               | ت ع م+01:00، توقيت وسط أوروبا، ت ع م+02:00 |

## منظمات دولية مشتركة
يشترك البلدان في عضوية مجموعة من المنظمات الدولية، منها:
| علم المنظمة | اسم المنظمة                               | تاريخ انضمام تشاد | تاريخ انضمام تونس |
| ----------- | ----------------------------------------- | ----------------- | ----------------- |
|             | البنك الدولي للإنشاء والتعمير             | 10 يوليو 1963     | 14 أبريل 1958     |
|             | يونسكو                                    | 19 ديسمبر 1960    | 8 نوفمبر 1956     |
|             | مؤسسة التمويل الدولية                     | 2 أبريل 1998      | 25 يوليو 1962     |
|             | منظمة التعاون الإسلامي                    | ?                 | ?                 |
|             | المركز الدولي لتسوية المنازعات الاستشارية | 14 أكتوبر 1966    | 14 أكتوبر 1966    |
|             | منظمة حظر الأسلحة الكيميائية              | ?                 | ?                 |
|             | مؤسسة التنمية الدولية                     | 7 نوفمبر 1963     | 30 ديسمبر 1960    |
|             | منظمة التجارة العالمية                    | ?                 | ?                 |
|             | الاتحاد الأفريقي                          | ?                 | ?                 |
|             | الاتحاد البريدي العالمي                   | ?                 | ?                 |
|             | وكالة ضمان الاستثمار متعدد الأطراف        | 11 يونيو 2002     | 7 يونيو 1988      |
|             | الاتحاد الدولي للاتصالات                  | 25 نوفمبر 1960    | 14 ديسمبر 1956    |
|             | منظمة الشرطة الجنائية الدولية             | ?                 | ?                 |
|             | الأمم المتحدة                             | 20 سبتمبر 1960    | 12 نوفمبر 1956    |
|             | البنك الإفريقي للتنمية                    | ?                 | ?                 |

## وصلات خارجية
- موقع وزارة الخارجية التونسية